# Parepalpus labeosus
Parepalpus labeosus är en tvåvingeart som beskrevs av Henry J. Reinhard 1957. Parepalpus labeosus ingår i släktet Parepalpus och familjen parasitflugor. Inga underarter finns listade i Catalogue of Life.